# No és natural

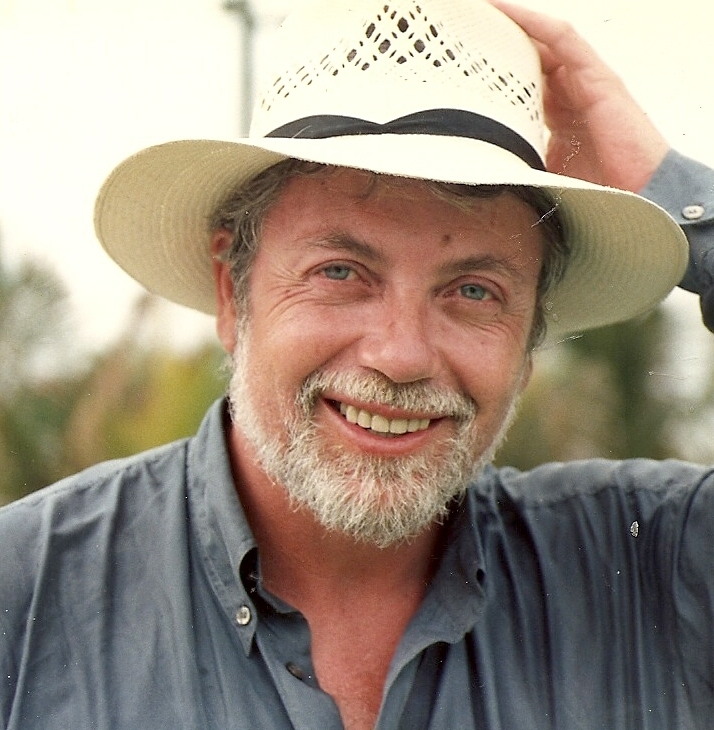
L'autor del llibre, Josep Vicent Marquès i González.

No és natural és un llibre escrit pel sociòleg valencià Josep Vicent Marquès en 1980. En ell, es reflexiona sobre com allò natural va desapareixent de la societat, i com cada individu realitza les necessitats biològiques segons les seues pròpies formes. La societat, doncs, seria el resultat de la interacció dels humans amb el medi i amb el fet social, que és el que adquirim pel simple fet de viure en societat.
Al llibre s'utilitza un personatge fictici, Josep Timoneda i Martínez, per a il·lustrar diferents accions quotidianes que servirien com a exemples de diferents fets socials.